# パダン・ジャワ駅
パダン・ジャワ駅（パダン・ジャワえき、マレー語:Stesen Padang Jawa）はマレーシアのセランゴール州パダン・ジャワにある、マレー鉄道の駅。
当駅に乗り入れている路線は、線路名称上はポート・クラン支線であるが、運転系統上はKTMコミューターのポート・クラン線として案内される。

## 歴史
- 1995年9月29日 - KTMコミューター シャー・アラム - ポート・クラン間運行開始。

## 駅構造
相対式ホーム2面2線をもつ地上駅である。ホームに面した上下線の間に通過線2線がある。駅舎は北側にあり、上りホームに面している。下りホームへは構内の跨線橋で結ばれている。
| 1 | 2 ポート・クラン線（上り） | スバン・ジャヤ、KLセントラル、タンジュン・マリム方面 |
| 2 | 2 ポート・クラン線（下り） | ポート・クラン方面                                   |

## 駅周辺
- マラ工科大学 (2km)
- i-City（英語版、マレー語版） (3km)

## 隣の駅
マレー鉄道
2 ポート・クラン線
シャー・アラム駅 (KD11) - パダン・ジャワ駅 (KD12) - ブキッ・バダッ駅 (KD13)